# Communauté de communes Mont-Lozère
La communauté de communes Mont-Lozère  est une communauté de communes française située dans les départements de la Lozère et du Gard, en région Occitanie.

## Historique
Cette communauté de communes naît de la fusion, le 1er janvier 2017, de la communauté de communes du Goulet-Mont Lozère et de la communauté de communes de Villefort, avec extension à  Brenoux, Lanuéjols et Saint-Étienne-du-Valdonnez (communauté de communes du Valdonnez), à Laubert et Montbel (communauté de communes du canton de Châteauneuf-de-Randon) et à Malons-et-Elze et Ponteils-et-Brésis (communauté de communes des Hautes Cévennes, dans le Gard) . Son siège est fixé à Mont Lozère et Goulet. 
À cette même date, les communes de Bagnols-les-Bains, Belvezet, Le Bleymard, Chasseradès, Mas-d'Orcières et Saint-Julien-du-Tournel fusionnent pour constituer la commune nouvelle de Mont Lozère et Goulet.

## Territoire communautaire

### Géographie
Elle est située au nord du Mont Lozère.

### Composition
La communauté de communes est composée des 21 communes suivantes :

| Nom                           | Code Insee | Gentilé         | Superficie (km2) | Population (dernière pop. légale) | Densité (hab./km2) |
| ----------------------------- | ---------- | --------------- | ---------------- | --------------------------------- | ------------------ |
| Mont Lozère et Goulet (siège) | 48027      |                 | 166,21           | 1 107 (2022)                      | 6,7                |
| Allenc                        | 48003      | Allencois       | 38,58            | 264 (2022)                        | 6,8                |
| Altier                        | 48004      | Altiérois       | 54,45            | 216 (2022)                        | 4                  |
| La Bastide-Puylaurent         | 48021      | Bastidois       | 24,19            | 178 (2022)                        | 7,4                |
| Brenoux                       | 48030      | Brenoussiens    | 11,25            | 388 (2022)                        | 34                 |
| Chadenet                      | 48037      | Chadenetiens    | 12,96            | 122 (2022)                        | 9,4                |
| Cubières                      | 48053      | Cubiériens      | 48,88            | 189 (2022)                        | 3,9                |
| Cubiérettes                   | 48054      | Cubiérettois    | 11,34            | 45 (2022)                         | 4                  |
| Lanuéjols                     | 48081      | Lanuéjolois     | 32,67            | 370 (2022)                        | 11                 |
| Laubert                       | 48082      | Laubertois      | 14,28            | 102 (2022)                        | 7,1                |
| Malons-et-Elze                | 30153      | Malonnais       | 31,21            | 115 (2022)                        | 3,7                |
| Montbel                       | 48100      | Montbellois     | 22,87            | 147 (2022)                        | 6,4                |
| Pied-de-Borne                 | 48015      | Pédibornois     | 27,89            | 197 (2022)                        | 7,1                |
| Ponteils-et-Brésis            | 30201      | Ponteillais     | 27,8             | 368 (2022)                        | 13                 |
| Pourcharesses                 | 48117      | Pourcharessois  | 31,79            | 128 (2022)                        | 4                  |
| Prévenchères                  | 48119      | Prévenchérois   | 62,75            | 270 (2022)                        | 4,3                |
| Saint-André-Capcèze           | 48135      | Andrécézois     | 9,85             | 205 (2022)                        | 21                 |
| Saint-Étienne-du-Valdonnez    | 48147      | Valdonneziens   | 56,09            | 641 (2022)                        | 11                 |
| Saint-Frézal-d'Albuges        | 48151      | Frézaliens      | 17,2             | 61 (2022)                         | 3,5                |
| Sainte-Hélène                 | 48157      | Sainte-Hélénois | 6,73             | 97 (2022)                         | 14                 |
| Villefort                     | 48198      | Villefortais    | 7,35             | 617 (2022)                        | 84                 |

### Démographie
| 1968  | 1975  | 1982  | 1990  | 1999  | 2006  | 2011  | 2016  | 2022  |
| ----- | ----- | ----- | ----- | ----- | ----- | ----- | ----- | ----- |
| 6 346 | 5 549 | 5 433 | 4 987 | 5 053 | 5 408 | 5 538 | 5 444 | 5 827 |

## Administration

### Siège
Le siège de la communauté de communes est situé à Mont Lozère et Goulet.

### Les élus
À la suite du renouvellement des conseils municipaux, en mars 2020, le conseil communautaire de la communauté de communes Mont-Lozère se compose de 38 membres représentant chacune des communes membres et élus pour une durée de six ans.
Ils sont répartis comme suit :
| Nombre de délégués | Communes |
| ------------------ | --- |
| 6                  | Mont Lozère et Goulet |
| 3                  | Saint-Étienne-du-Valdonnez, Villefort |
| 2                  | Allenc, Altier, Brenoux, Lanuéjols, Pied-de-Borne, Ponteils-et-Brésis, Prévenchères, Saint-André-Capcèze                                       |
| 1                  | La Bastide-Puylaurent, Chadenet, Cubières, Cubiérettes, Laubert, Malons-et-Elze, Montbel, Pourcharesses, Saint-Frézal-d'Albuges, Sainte-Hélène |

### Présidence
| Période                                  | Période                       | Identité         | Étiquette | Qualité                      |
| ---------------------------------------- | ----------------------------- | ---------------- | --------- | ---------------------------- |
| 2017                                     | En cours (au 24 juillet 2020) | Jean de Lescure, |           | Maire de Saint-André-Capcèze |
| Les données manquantes sont à compléter. |                               |                  |           |                              |

### Régime fiscal et budget
Le régime fiscal de la communauté de communes est la fiscalité professionnelle unique (FPU).